# Loïe Fuller

Original avís publicitari de la Fuller per al Folies Bergère

Marie Louise Fuller o, com es feia dir, Loïe Fuller (Illinois, 15 de gener de 1862-París, 1 de gener de 1928) fou una intèrpret coneguda a la Belle Èpoque pels seus espectacles de cabaret o varietats en els quals movia grans mocadors i creava efectes de llum, en el que anomenà la Dansa Serpentina. Es considera una de les modernitzadores de l'escenografia, amb Edward Gordon Craig i Adolphe Appia, i de luminotècnia aplicada a l'espectacle.

## Biografia

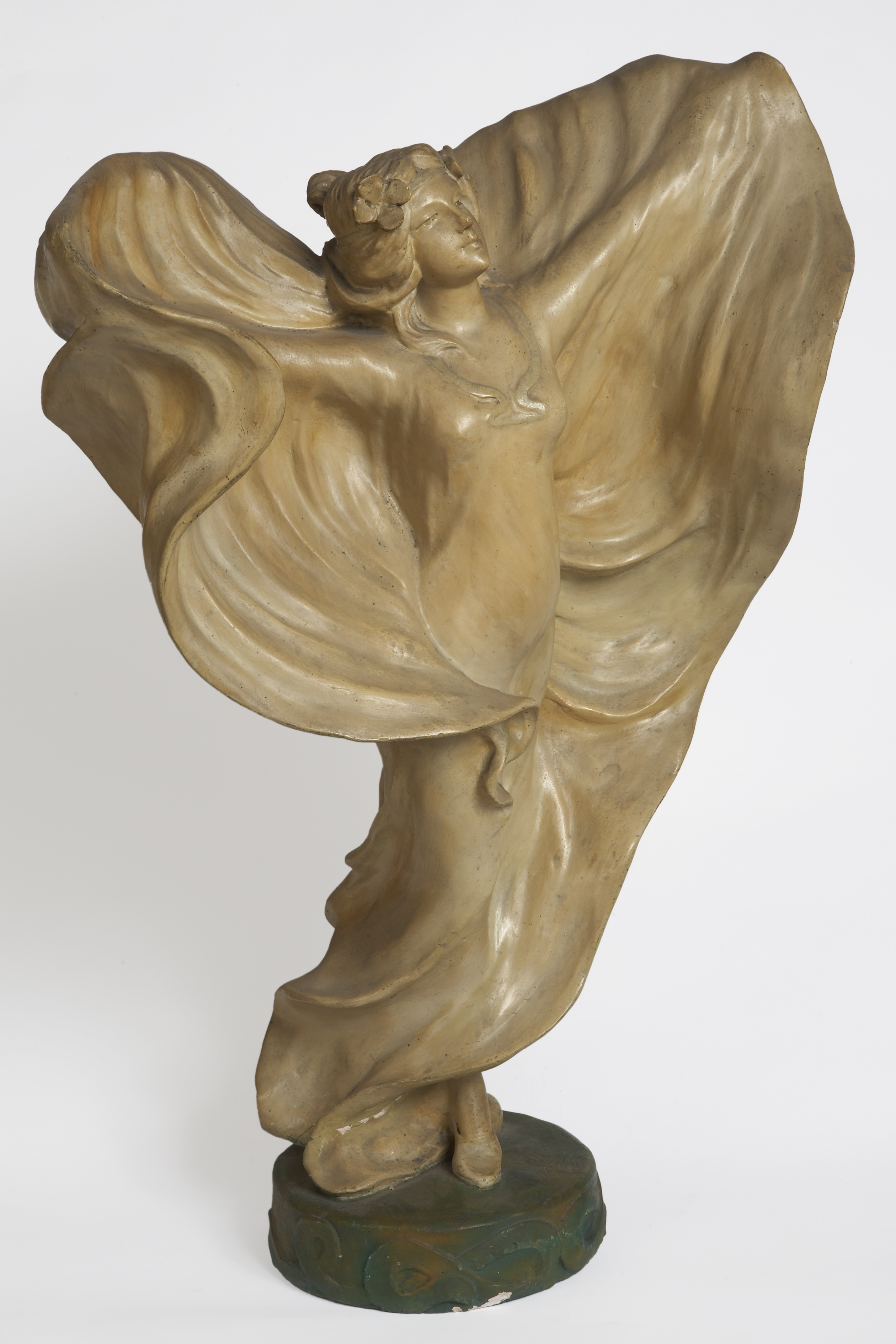
Loïe Fuller (1895 - 1902), Eusebi Arnau, escultura en escaiola.Museu Abelló, Mollet del Vallès.

Començà a treballar d'actriu sent una nena. El 1891, quan interpretava una somnàmbula en Quack Medical Doctor, va improvisar movent molt els braços i el públic va reaccionar cridant el que els semblava veure: una papallona, una flor, etc. L'any següent va estrenar a Brooklyn una coreografia, que va anomenar Dansa Serpentina, inspirada en aquella actuació. Ràpidament va tenir molt d'èxit, no tant pels seus moviments i interpretació, sinó per les bellíssimes combinacions que obtenia de robes i llums. Llavors va ser contractada pel cabaret Folies Bèrgere de París.
La seva aportació a les arts escèniques va en ser l'escenografia, que es basava molt en la llum, utilitzant l'aleshores novíssima tecnologia que era l'electricitat, i per exemple també diversos dispositius lluminosos creats per ella mateixa, pólvores fosforescents que es posava sobre la roba o, com en el seu espectacle Dansa del radi, un vestit fosforescent utilitzant radi radioactiu, que s'acabava de descobrir (i encara no es coneixien els efectes negatius de la radioactivitat sobre les persones). Loïe Fuller té una desena de patents referents al material que utilitzava.
Mai va tenir cap mena de formació en dansa. No pretenia ballar, sinó que movia els braços de manera no acadèmica, amb la intenció de crear figures i moviments interessants de llum i color. La semblança amb l'exitosa ballarina Isadora Duncan podia ser perquè ambdues actuaven sense cosset i portaven robes llargues i àmplies, en el cas de la Fuller inicialment era la camisa de dormir de la somnàmbula, després robes àmplies per a moure, mentre que Duncan s'inspirava en els vestits llargs de la Roma i Grècia clàssiques. També era rar entre les cabareteres no portar cosset, com feia Fuller, però també ho feia alguna altra, com per exemple Jane Avril.
A inicis del segle xx, els futuristes italians, influenciats per l'escenografia que proposaven Loïe Foller, Edward Gordon Craig i Adolphe Appia, refusaven la pintura per considerar-la estàtica i van centrar la seva investigació en el moviment i la llum lligats a l'acció teatral o en coreografies plàstiques sense ballarins. Els avantguardistes també admiraven les coreografies plenes de llum i color de Loïe Fuller.
Amb el títol de Quinze ans de ma vie (París, 1908), publicà les seves memòries, que prologà Anatole France.
Va ser una gran amiga del pintor occità Henri de Toulouse-Lautrec, que la retratà diverses vegades.

L'artista català Eusebi Arnau i Macort també la va retratar en una ocasió en format escultòric, en escaiola, on mostrava la figura femenina de Fuller ballant la Dansa Serpentina. L'obra no tenía més pretensió que ésser decorativa i copsar en escultura el moviment de les robes.

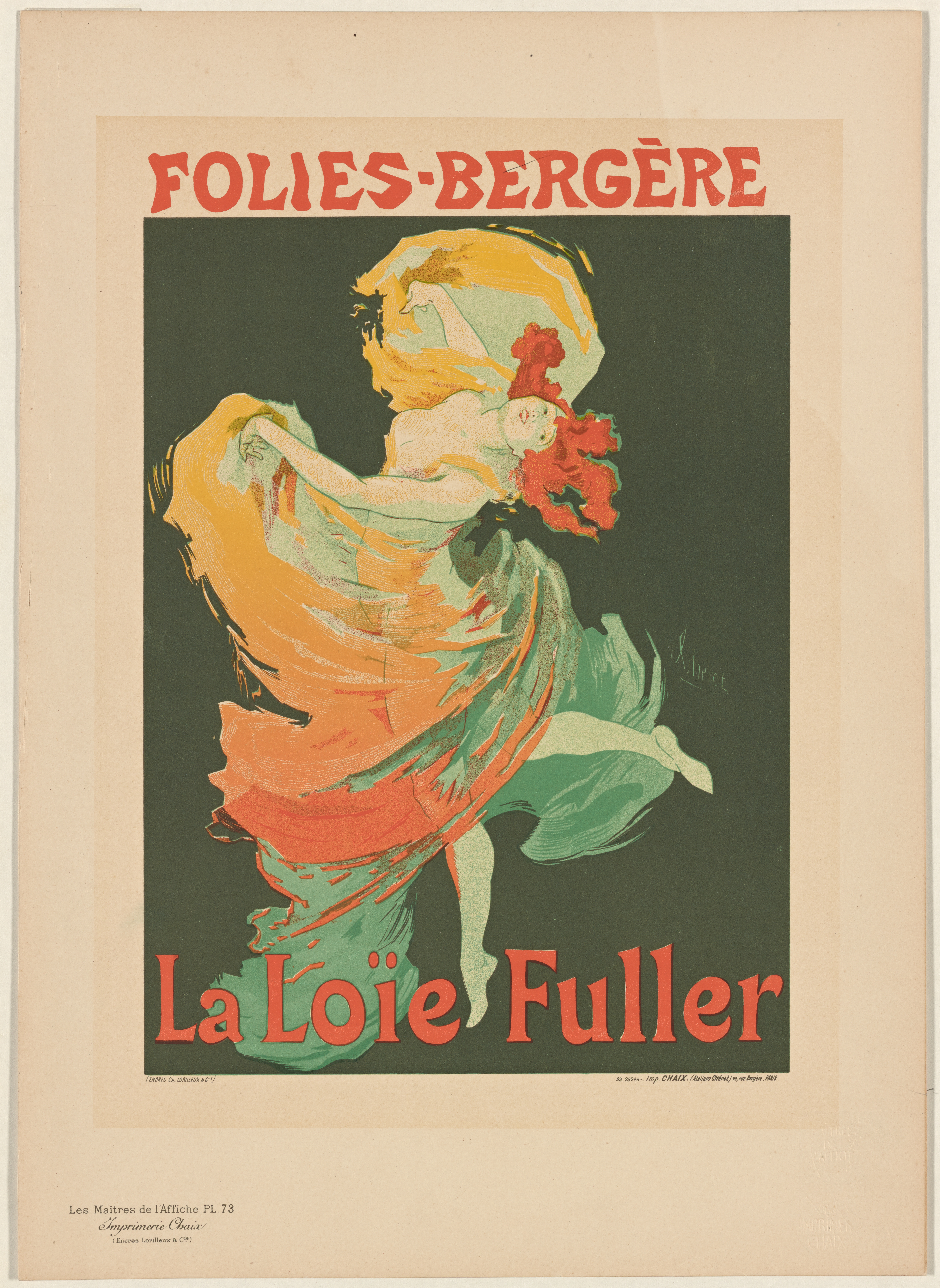
Cartell de Toulouse-Lautrec. 1897